# 聖茂禮堂 (康乃狄克州)
聖茂禮堂（英語：Saint Maurice Church）是美國康乃狄克州史丹福的一座天主教堂，從屬於天主教橋港教區。
教堂建築建於1936年，為諾曼哥德復興式，由康乃狄克州紐希雲的Polak and Sullivan建築公司設計。

## 外部連結
- Saint Maurice - Website （页面存档备份，存于）
- Diocese of Bridgeport （页面存档备份，存于）

41°03′58.73″N 73°31′20.01″W / 41.0663139°N 73.5222250°W